# アンタント・サノワ・サン＝グラシアン
アンタント・サノワ・サン＝グラシアン（Entente Sannois Saint-Gratien,発音:[ɑ̃.tɑ̃t sa.nwa sɛ̃ ɡʁa.sjɛ̃]）は、フランス・ヴァル＝ドワーズ県サン＝グラシアンに本拠地を置くサッカークラブチーム。2024-25シーズンはフランス全国選手権3（5部）に所属。
ホームスタジアムのスタッド・ミシェル＝イダルゴは1976年から1984年までの8年間フランス代表を率いた名将・ミシェル・イダルゴにあやかって名付けられている。

## 歴史
1944年設立のオムニアスポール・サノワ・サン＝グラシアン（OMNIA Sports Sannois Saint-Gratien）と1945年設立のASサン＝グラシアン（AS Saint-Gratien）が1989年6月1日に合併して設立。発足当初はヴァル＝ドワーズ県大会からのスタートだったが1995年以降は毎年昇格を繰り返し、1999年にはイル＝ド＝フランス地域リーグ・Division d'Honneurで優勝を果たし翌年のフランスアマチュア選手権2の挑戦権を得た。

## タイトル

### 国内タイトル
- フランスアマチュア選手権グループB・首位(2016−17)
- フランスアマチュア選手権2
グループH・首位(2000−01)
グループB・首位(2012−13)
- イル＝ド＝フランス地域リーグ・Division d'Honneur優勝(1998-99)